# معاینات بالینی و روش گرفتن شرح حال
معاینات بالینی و روش گرفتن شرح حال کتابی به نویسندگی اربارا بیتز و ترجمه زیر نظر فرهاد شاهی است که در سال ۱۳۹۶ توسط نشر آرتین طب به زبان فارسی منتشر شد. این کتاب در زمینه پزشکی بوده و در زمستان ۱۳۹۷ در فهرست نامزدهای دریافت جایزه کتاب سال قرار گرفت.

## جوایز
کتاب معاینات بالینی و روش گرفتن شرح حال به عنوان یکی از برگزیدگان سی و ششمین دوره کتاب سال ایران انتخاب شد.
مراسم سی و ششمین دوره جایزه کتاب سال و بیست و ششمین دوره جایزه جهانی کتاب سال با حضور حسن روحانی، رئیس‌ جمهوری ایران ۱۶ بهمن ۱۳۹۷ در تالار وحدت برگزار شد.